# Withnerara
× Withnerara (abreviado With) es un híbrido intergenérico entre los géneros de orquídeas Aspasia x Miltonia x Odontoglossum x Oncidium.  Fue publicado en Orchid Rev.  75(884, noh): 4 (1967).